# Leiopus floccidus
Leiopus floccidus är en skalbaggsart som beskrevs av Wilhelm Ferdinand Erichson 1847. Leiopus floccidus ingår i släktet Leiopus och familjen långhorningar. Inga underarter finns listade i Catalogue of Life.